# Бен 10: Извънземно нашествие
„Бен 10: Извънземно нашествие“ (на английски: Ben 10: Alien Swarm) е американски супергеройски филм от 2009 г. на режисьора Алекс Уинтър. Базиран е на анимационния сериал „Бен 10: Извънземна сила“ и е самостоятелно продължение на „Бен 10: Надпредвара с времето“ (2007). Във филма участват Райън Кели, Галадриел Стайнман, Нейтън Кийс, Алиса Диас, Хърбърт Сигуенза и Бари Корбин. Премиерата на филма се състои в Лондон на 15 ноември 2009 г. и е излъчен по Cartoon Network на 25 ноември 2009 г., където е гледан от 4.2 милиона зрители. Събитията на филма се развиват между финалът на втория сезон и първият епизод на третият сезон на „Бен 10: Извънземна сила“.

## В България
В България филмът е излъчен на 9 декември 2009 г. по Cartoon Network.
Синхронен дублаж
| Роля          | Изпълнител |
| ------------- | --- |
| Бен Тенисън   | Иван Велчев |
| Гуен Тенисън  | Вилма Карталска |
| Кевин         | Мартин Герасков |
| Дядо Макс     | Георги Тодоров |
| Елена         | Светлана Смолева |
| Други гласове | Елена Бойчева Даринка Митова Анастасия Събева Анатолий Божинов Георги Стоянов Илия Иванов Явор Караиванов Николай Пърлев |

| Обработка              | Александра Аудио |
| ---------------------- | ---------------- |
| Изпълнителен продуцент | Васил Новаков    |
| Преводач               | Милена Васкова   |
| Тонрежисьор            | Петър Костов     |
| Режисьор на дублажа    | Петър Върбанов   |